# Zepelim

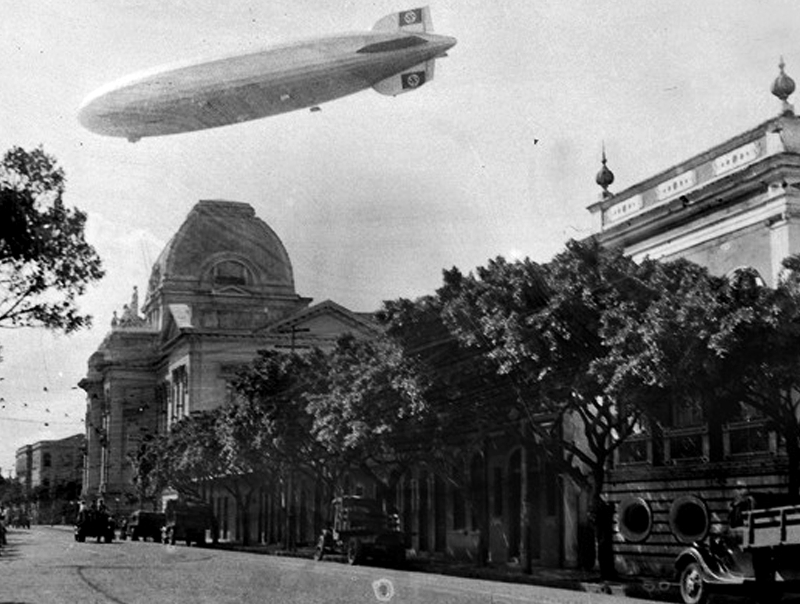
LZ 129 Hindenburg no Recife, em Pernambuco. Recife foi a primeira cidade da América do Sul a ter uma estação para dirigíveis, a Torre do Zeppelin, única estrutura do seu tipo ainda de pé no mundo.

Zeppelin ou Zepelim é um tipo de aeróstato rígido, mais especificamente um dirigível, cujo nome é uma homenagem ao Conde alemão Ferdinand Von Zeppelin, que foi pioneiro no desenvolvimento de dirigíveis rígidos no início do século XX. As primeiras ideias de Zeppelin foram formuladas em 1874 e desenvolvidas em detalhes em 1893, sendo patenteadas na Alemanha em 1895 e nos Estados Unidos em 1899. Os zepelins fizeram os seus primeiros voos comerciais em 1910, pela Deutsche Luftschiffahrts-Aktiengesellschaft-AG (DELAG), a primeira companhia aérea do mundo em serviço comercial e, quatro anos após o início de suas operações, em meados de 1914, a DELAG já havia transportado mais de 10 mil passageiros pagantes em mais de 1 500 voos. Após o enorme sucesso do projeto Zeppelin, a palavra Zeppelin passou a ser comumente utilizada para se referir a todos os dirigíveis rígidos.
Durante a Primeira Guerra Mundial, os militares alemães fizeram uso extensivo dos zepelins como bombardeiros e para reconhecimento, matando mais de 500 pessoas em bombardeios apenas na Grã-Bretanha. Com a derrota da Alemanha em 1918, o negócio de dirigíveis temporariamente desacelerou, pois embora a DELAG houvesse estabelecido um serviço diário regular entre Berlim, Munique e Friedrichshafen em 1919, os dirigíveis construídos para essa ocupação, eventualmente tiveram que se render aos termos do Tratado de Versalhes, que proibiu a Alemanha de construir grandes aeronaves. Entretanto, uma exceção foi feita permitindo a construção do dirigível USS Los Angeles para a marinha americana, o que acabou por salvar a companhia da extinção. Em 1926 as restrições sobre a construção de dirigíveis foram levantadas e com a ajuda de doações do trabalho público foi iniciada a construção do LZ 127 Graf Zeppelin. Isso reviveu as fortunas da companhia, e durante a década de 1930 os dirigíveis Graf Zeppelin e o ainda maior LZ 129 Hindenburg operaram voos transatlânticos regulares da Alemanha para a América do Norte e para o Brasil. O pináculo art déco do Empire State Building foi originalmente projetado para servir como um mastro de amarração para Zeppelins e outros dirigíveis, porém verificou-se que os fortes ventos tornariam isso impossível, e o plano foi abandonado. O desastre do Hindenburg em 1937, juntamente com questões políticas e econômicas, acelerou a extinção dos dirigíveis.

## Principais características
A principal característica do projeto Zeppelin era uma estrutura de metal rígido coberta com tecido. Essa estrutura consistia, na maioria das vezes, de duralumínio e era composta por anéis transversais e barras longitudinais contendo uma série de cavidades de ar individuais. A vantagem desse projeto, era que o dirigível poderia ser muito maior que os dirigíveis não-rígidos, uma vez que estes dependiam de uma quantidade de pressão excessiva dentro da única cavidade pressurizada, chamada envelope, para manter a forma. Os primeiros Zeppelins utilizavam algodão emborrachado para as cavidades de ar, enquanto os dirigíveis feitos posteriormente passaram a utilizar um material feito da membrana externa do intestino de bovinos.
Os primeiros Zeppelins possuíam longos corpos cilíndricos com extremidades afiladas e aletas complexas. Entretanto, durante a Primeira Guerra Mundial, seguindo o exemplo dos dirigíveis rivais Schütte-Lanz Luftschiffbau, o projeto original foi alterado para uma forma mais aerodinâmica com superfícies de cauda cruciforme, como as utilizadas pela maioria dos dirigíveis mais recentes.
Uma das principais características do dirigível rígido Zepelim, é seu tamanho, chegando a cerca de 120 metros de comprimento. Caracterizando-se por ser maior que uma baleia-azul.

Os Zeppelins possuíam um sistema de propulsão constituído por vários motores, montados em gôndolas ou em naceles, as quais eram atadas à parte externa da estrutura. Alguns deles possuíam impulso assimétrico, utilizado para manobras. Possuíam também um compartimento comparativamente pequeno para passageiros e tripulantes, localizado na parte inferior da estrutura, entretanto nos Zeppelins mais modernos esse não era todo o espaço habitável; passageiros ou cargas eram frequentemente transportados internamente por razões aerodinâmicas.

## História

### Projetos iniciais

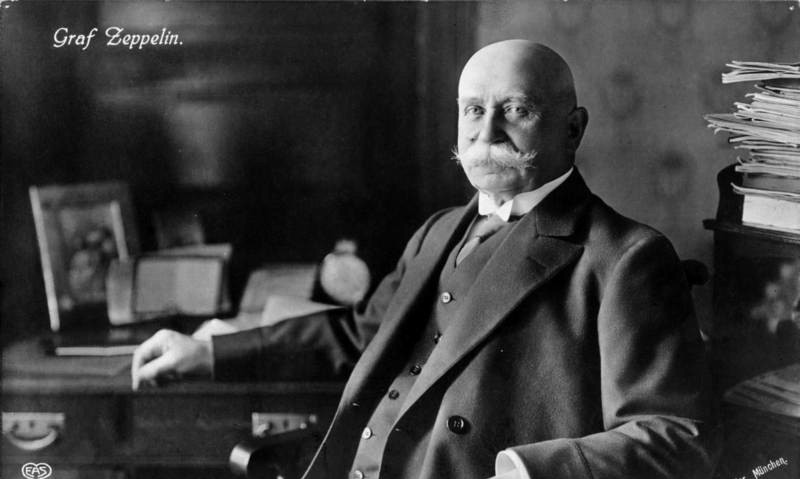
Ferdinand von Zeppelin

O interesse do conde Ferdinand von Zeppelin no desenvolvimento de dirigíveis começou em 1874, quando ele se inspirou em uma palestra dada por Heinrich von Stephan, sobre o tema “Serviços postais mundiais e viagens aéreas”, para esboçar os princípios básicos de seu futuro aeróstato em um diário datado de 25 de Março de 1874. No diário, é descrito um grande envelope exterior, rigidamente emoldurado contendo várias cavidades de ar separadas. Parte da sua inspiração, veio também, dos balões de ar quente empregados em reconhecimento aéreo pelo Exército da União, que o conde conheceu em 1863 quando visitou os Estados Unidos como um observador militar durante a Guerra Civil Americana.
Ferdinand von Zeppelin começou a se dedicar mais seriamente ao seu projeto depois da sua reforma antecipada do exército em 1890 aos 52 anos. Convencido da importância potencial da aviação, ele começou a trabalhar em vários projetos em 1891, e teve esboços completamente detalhados em 1893. Um ano depois, em 1894, um comitê oficial revisou seus trabalhos e o concedeu a patente em 1895, tendo Theodor Kober produzido os desenhos técnicos.
A patente de Zeppelin descrevia um dirigível consistindo em seções rígidas articuladas de maneira flexível. A parte frontal, desenhada para conter a tripulação e os motores, tinha 117,35 metros de comprimento e capacidade de gás de 9 514 m³, a seção do meio tinha 16 metros de comprimento e carga útil pretendida de 599 kg, enquanto a parte posterior contava com 39,93 m de comprimento e carga pretendida de 1 996 kg.
As tentativas iniciais do Conde Zeppelin de assegurar financiamento do governo para seu projeto se mostraram mal-sucedidas, entretanto uma palestra dada à União dos engenheiros alemães garantiu o suporte governamental pretendido. Zeppelin também solicitou apoio ao industrial Carl Berg, que se encontrava engajado no trabalho de construção do segundo projeto de dirigível de David Schwarz. Por aceitar o convite de Zeppelin e ainda estar sobre um contrato que o proibia de fornecer alumínio para qualquer outro fabricante de dirigíveis, Berg teve que realizar um pagamento á viúva de Shwarz como compensação pela quebra do acordo. O projeto de Shwarz diferia fundamentalmente do de Zeppelin, principalmente no que concernia ao uso das câmaras de ar dentro do envelope rígido.
Em 1889 o Conde Zeppelin fundou a Gesellschaft zur Förderung der Luftschiffahrt (Sociedade para a promoção da aeronáutica), contribuindo com mais da metade do capital social da entidade, cujo valor era de 800 000 marcos alemães. Originalmente a incumbência do detalhamento do projeto foi dada a Kober, posição que passou a ser ocupada posteriormente por Ludwig Dürr. A construção do primeiro dirigível começou em 1899 em um saguão de montagem flutuante na baia de Manzell, próxima de Friedrichshafen no Lago de Constança (O Bodensee). A intenção por trás do saguão flutuante era facilitar a difícil tarefa de levar o dirigível para fora do saguão, onde poderia ser mais facilmente alinhado com o vento. O Zeppelin LZ1 ("LZ" de Luftschiff Zeppelin, ou "Dirigível de Zeppelin") media 128 metros de comprimento com uma capacidade de hidrogênio de 11 mil m³, era impulsionado por dois motores Daimler de 15 cavalos de potência, cada um deles conduzindo um par de hélices montadas em cada um dos lados do envelope a partir de engrenagens e um eixo de transmissão. O dirigível era controlado em campo por um peso móvel entre as suas duas nacelas que compunham a aeronave.
O primeiro voo ocorreu em 2 de julho de 1900 sobre o Lago Constança. Danificado durante a aterrissagem, o LZ 1 foi reparado e modificado e provou seu potencial em dois voos subsequentes realizados em 17 e 24 de outubro de 1900, ultrapassando a velocidade de 6 m/s (21,6 km/h) atingida pelo dirigível francês La France. Apesar da performance, os acionistas se recusaram a investir mais, o que levou a venda da companhia. Impelido pelo desejo de continuar experimentando, o Conde Von Zeppelin comprou dos outros acionistas a aeronave e os equipamentos, mas acabou eventualmente desmontando a nave em 1901.
Doações, os lucros de uma loteria particular, alguns fundos públicos, a hipoteca de uma das propriedades da esposa do Conde von Zeppelin e uma contribuição de 100 mil marcos dadas pelo próprio conde permitiram a construção do LZ 2, que fez um voo único em 17 de janeiro de 1906. Após ambos os motores falharem o dirigível fez um pouso forçado nas montanhas de Algovia, onde uma tempestade subsequentemente danificou a nave deixando-a irreparável.
Incorporando todas as partes utilizáveis do LZ 2, seu sucessor o Zeppelin LZ 3 se tornou o primeiro Zeppelin completamente bem-sucedido. Isso acabou renovando o interesse das forças armadas germânicas, mas a condição de compra de um dirigível era que ele possuísse 24 horas de testes de resistência. Isso ia além das capacidades do LZ 3, levando Zeppelin a construir seu quarto projeto, o LZ 4, que primeiro voou no dia 20 de junho de 1908. Em 1 de Julho ele sobrevoou a Suíça em direção a Zurich e de lá voltou ao Lago Constança, cobrindo assim 386 km e alcançando uma altitude de 795 m. A tentativa de completar o voo de resistência de 24 horas foi precocemente encerrada no dia 5 de agosto de 1908, quando o LZ 4 precisou realizar um pouso em Echterdingen próximo a Stuttgart por causa de problemas mecânicos. Durante a parada, uma tempestade arrancou o dirigível para longe de suas amarras, atirando o em uma árvore. Apesar de ter pegado fogo e sido rapidamente incendiado, ninguém ficou gravemente ferido.

Esse acidente teria terminado os experimentos de Zeppelin, mas graças aos seus trabalhos, seus voos haviam gerado grande interesse público e um senso de orgulho nacional e doações espontâneas começaram a chegar, totalizando mais de seis milhões de marcos. Essas doações permitiram o Conde fundar a Luftschiffbau Zeppelin GmbH (construção de dirigíveis Zeppelin Ltd.) e a Fundação Zeppelin.

### Antes da Primeira Guerra Mundial
Antes da Primeira Guerra Mundial (1914 - 1918) a companhia Zeppelin construiu mais 21 aeronaves. O Exército Imperial Alemão comprou os LZ 3 e LZ 5 (uma nave irmã do LZ 4 que foi concluído em maio de 1909) e os renomeou para Z 1 e Z II, respectivamente. O Z II foi destruído em um vendaval em 1910, enquanto o Z I voou até 1913, quando foi retirado de atividade e substituído pelo LZ 15, chamado de Ersatz Z I.

### Citações
1. 1 2  «Zepelim». Dicionário Priberam da Língua Portuguesa. Consultado em 18 de outubro de 2014
2. ↑  Eckener 1938, pp. 155–157.
3. 1 2  Dooley 2004, p. A.187.
4. 1 2  Dooley 2004, p. A.190.
5. ↑  Cole and Cheeseman 1984, p. 449.
6. ↑  «"ESB in the News."». Consultado em 29 de janeiro de 2015. Arquivado do original em 11 de agosto de 2011 Empire State Building Company, July 2000. Retrieved: 21 January 2010.
7. ↑  «Airships» GlobalSecurity.org. Retrieved: 20 July 2007.
8. ↑  Dooley 2004, p. A.183.
9. ↑  Robinson 1973 p.13
10. ↑  de Syon
11. ↑  de Syon 2001, p. 18.
12. ↑  Robinson 1973 pp.15-6
13. ↑  Dooley 2004, p. A.193.
14. ↑  Dooley 2004, p. A.191.
15. ↑  «"Die Ausführung des Zeppelin'schen Luftschiffes" (in German).» Die Welt (Vienna), Issue 22, 3 June 1898, p. 6. Retrieved: 11 March 2012.
16. ↑  Robinson 1971, p. 13
17. 1 2 3  Dooley 2004, pp. A.197–A.198.
18. ↑  de Syon 2001, p. 25.
19. ↑  de Syon 2001, p. 26.
20. ↑  de Syon 2001, p. 35.
21. ↑  de Syon 2001, p. 38.
22. ↑  Robinson 1971, p. 14
23. 1 2  «Germany's Airships». Flight: 1076. 30 de outubro de 1914